# 吳貴臨
吳貴臨（1962年7月1日—2022年5月1日），南投縣人，中華民國象棋棋手。有「台灣棋王」稱號，逝世前為台灣唯一九段棋手，代表台灣參賽2010年亞洲運動會象棋比賽。有勝率高達八成七的1對150的車輪戰紀錄。

## 生平
吳貴臨生於南投縣單親家庭，他從小即未曾見過母親，與父親吳伯藝一同生活，並由三姑幫忙帶大。他的父親認為學棋有益孩童提升專注力，七歲時由叔叔教導他象棋、姑丈教導他圍棋，而姑丈黃介庸也是旅日棋士王立誠的啟蒙老師。八歲時他獲得南投鎮象棋比賽冠軍，並且決定放棄圍棋、專心攻研象棋，此舉則得到父親的支持。他國小畢業時象棋棋力三段，為追求更高段棋藝而勤於參賽，從南投縣草屯鎮、台中市，以及台北市皆有比賽蹤跡，之後更直接轉學至台北市。當時全國象棋強手常聚集於台北市中正區公園路，他在此處累積許多實戰經驗，並於國中畢業時獲得全國象棋第六名，獲頒十大才藝青少年殊榮。
1989年4月，吳貴臨赴中國大陸常州參賽，他和妻子高懿屏初次相遇於此，當時高懿屏才14歲。1995年，河北捷安特舉辦象棋比賽，吳貴臨賽後參訪江蘇，再次遇見高懿屏，二人開始相知相戀。1996年，吳高二人結為連理，江蘇棋院副院長徐天紅，是此段聯姻的月下老人。高懿屏是中國大陸象棋特級大師、台灣象棋五段，她在象棋領域獲中國大陸、亞洲和世界冠軍。她曾代表中華台北參加世界奧林匹克西洋棋團體錦標賽，榮獲國際棋聯女子大師頭銜。夫妻婚後定居於高雄市，吳著有「象棋教材系列」、「象棋兵法」等著作，高則是多所小學的象棋指導老師，二人致力於在台灣推廣象棋。
吳貴臨晚年受前列腺癌與癌細胞轉移所擾，2019年底攝護腺癌第四期轉移至身體各處，2022年初手術後下半身癱瘓，且病情反覆，至同年5月1日晚上8時58分逝世，享壽60歲。

## 獎項
| 象棋比賽     | 象棋比賽                             | 象棋比賽                   |
| 日期         | 項目                                 | 成績                       |
| ------------ | ------------------------------------ | -------------------------- |
| 1969年       | 南投鎮嘉和里社區比賽                 | 亞軍                       |
| 1972年       | 南投鎮                               | 冠軍                       |
| 1980年       | 全國                                 | 冠軍                       |
| 1983年1月    | 棋聖盃                               | 冠軍                       |
| 1984年4月    | 中華民國象棋協會名位賽               | 冠軍（晉升六段）           |
| 1985年11月   | 第三屆中山盃國際邀請賽（個人）       | 冠軍（晉升七段）           |
| 1988年1月    | 來得好盃棋王賽                       | 冠軍                       |
| 1988年10月   | 文建會策劃之全國賽                   | 冠軍                       |
| 1988年11月   | 第六屆中山盃國際邀請賽（個人）       | 冠軍                       |
| 1989年6月    | 中國大陸龍化盃大師邀請賽             | 冠軍                       |
| 1989年9月    | 台北市象棋協會舉辦之全國賽           | 冠軍                       |
| 1989年10月   | 文建會策劃之全國賽                   | 冠軍                       |
| 1990年4月    | 第一屆世界錦標賽                     | 季軍                       |
| 1991年10月   | 文建會策劃之全國賽                   | 冠軍（晉升八段）           |
| 1992年10月   | 文建會策劃之全國賽                   | 冠軍                       |
| 1993年4月    | 第三屆世界錦標賽                     | 季軍                       |
| 1994年3月    | 文建會策劃之全國賽                   | 冠軍                       |
| 1994年4月    | 中國大陸蘇州東吳杯國際邀請賽（個人） | 冠軍                       |
| 1995年9月    | 第四屆世界錦標賽                     | 亞軍                       |
| 1996年4月    | 陽信盃名人賽                         | 冠軍（冊封名人）           |
| 1996年8月    | 佛乘杯                               | 冠軍                       |
| 1996年9月    | 文建會策劃之全國賽                   | 冠軍                       |
| 1997年4月    | 陽信盃名人賽                         | 冠軍（冊封金名人）         |
| 1997年9月    | 第一屆佛乘盃世界棋王賽               | 亞軍                       |
| 1997年11月   | 第五屆世界錦標賽                     | 季軍                       |
| 1998年4月    | 中國大陸桂林第九屆銀荔盃全國冠軍賽   | 季軍                       |
| 1998年4月    | 陽信王座賽                           | 冠軍                       |
| 1998年9月    | 第二屆佛乘盃世界棋王賽               | 季軍                       |
| 1999年5月    | 陽信王座賽                           | 冠軍（冊封永遠榮譽金名人） |
| 1999年8月    | 第三屆佛乘盃世界棋王賽               | 冠軍                       |
| 1999年11月   | 上海第六屆世界錦標賽                 | 季軍                       |
| 2000年9月    | 第一屆佛乘盃棋王選手權挑戰賽         | 冠軍                       |
| 2005至2010年 | 佛乘盃棋王段位賽                     | 冠軍（蟬連五次）           |
| 2012年       | 養德盃                               | 冠軍                       |
| 2013年       | 啟泰盃菁英賽                         | 冠軍                       |
| 2014年       | 啟泰盃菁英賽                         | 冠軍                       |
| 2014年4月    | 全國棋力鑑定會議                     | 考核及格（晉升九段）       |
| 2016年       | 第五屆養德盃全國象棋排行榜棋士賽     | 冠軍                       |

## 外部連結
- 吳貴臨開設之大師棋院的Facebook專頁